# Obama (Fukui)
Obama (jap. 小浜市 Obama-shi) – miasto w Japonii, na wyspie Honsiu, w prefekturze Fukui.

## Położenie
Miasto leży w południowej części prefektury nad zatoką Wakasa (Morze Japońskie). Graniczy z miasteczkami Ōi i Wakasa oraz z miastem Takashima z prefektury Shiga.

## Historia
Miasto Obama było stolicą dawnej prowincji Wakasa. Z powodu licznych świątyń miasto było zwane "Nadmorską Narą".
Miasto powstało 30 marca 1951 z połączenia miasteczka Obama i sześciu wsi.
21 lutego 1955 wsie Miyagawa i Kado przyłączyły się do miasta, tworząc jego obecny kształt.

## Miasta partnerskie
- Korea Południowa: Gyeongju